# 並岡 (新潟市)
並岡（なみおか）は、新潟県新潟市西蒲区の大字。郵便番号は953-0062。

## 概要
1956年（昭和31年）から現在の大字。新川支流の大通川左岸に位置する。
もとは1889年（明治22年）から1956年（昭和31年）まであった大字並木および大字槙岡村外新田の区域の一部。

### 隣接する町字
北から東回り順に、以下の町字と隣接する。
- 漆山
- 打越
- 燕市西槙新田
- 燕市佐渡山
- 馬堀

## 歴史

### 統合した町字
1956年（昭和31年）に以下の町字を統合。
並木（なみき）
1889年（明治22年）から1956年（昭和31年）までの大字。新川支流の大通川左岸に位置する。
もとは江戸時代から1889年（明治22年）まであった並木村の区域の一部で。開発年代は不詳。
槙岡村外新田（まぎおかむらほかしんでん）
1889年（明治22年）から1956年（昭和31年）までの大字。新川支流の大通川左岸に位置する。
もとは江戸時代から1889年（明治22年）まであった槙岡村外新田の区域の一部で、槇岡村外新田とも書く。
1645年（正保2年）並木村九十郎の開発と伝えられ、当初は九十郎新田と称した。1684年（貞享元年）に独立し、槙岡村新田村に改称。1846年（弘化3年）に槙岡村外新田に改称した。

### 年表
- 1889年（明治22年）4月1日 : 合併により並木、槙木岡村外新田が佐渡山村の大字となる。
- 1901年（明治34年）11月1日 : 合併により並木、槙木岡村外新田が漆山村の大字となる。
- 1956年（昭和31年） : 並木、槙木岡村外新田が統合され、並岡となる。
- 2005年（平成17年）10月10日 : 合併により新潟市の大字となる。
- 2007年（平成19年）4月1日 : 新潟市の政令指定都市移行により、西蒲区の大字となる。

## 世帯数と人口
2018年（平成30年）1月31日現在の世帯数と人口は以下の通りである。
| 大字 | 世帯数 | 人口  |
| ---- | ------ | ----- |
| 並岡 | 70世帯 | 263人 |

## 小・中学校の学区
市立小・中学校に通う場合、学区は以下の通りとなる。
| 番地 | 小学校             | 中学校             |
| ---- | ------------------ | ------------------ |
| 全域 | 新潟市立漆山小学校 | 新潟市立巻東中学校 |